# Supercopa Argentina de Voleibol Masculino
A Supercopa Argentina de Voleibol Masculino é uma competição anual entre clubes de voleibol masculino da Argentina. A competição é organizada pela Associação de Clubes da Liga Argentina de Voleibol (ACLAV).

## Histórico
A Supercopa Argentina foi criada em 2010. Originalmente denominada Copa Máster, era uma competição oficial da pré-temporada disputada durante um final de semana, pelas quatro melhores equipes da temporada anterior em um local fixo.
A primeira edição do torneio reuniu os diferentes campeões da última temporada: Drean Bolívar (campeão da Liga Argentina), UPCN Vóley Club (campeão do Super 8), Boca Juniors (campeão da Challenge Cup) e Club La Unión (terceiro colocado na Liga). Na ocasião, a equipe do UPCN Vóley Club se sagrou campeã do torneio inaugural, repetindo o feito nas edições de 2011, 2013, 2014, 2016 e 2017.
Em 2019 a ACLAV criou a Supercopa, que reuniu as equipes campeãs da LVA e da Copa ACLAV da temporada anterior e substitui a Copa Máster. O torneio foi disputado em confronto único em local neutro pelo Bolívar Vóley (campeão da Liga Argentina), e pelo Obras de San Juan (campeão da Copa ACLAV).
Na edição de 2021 o torneio foi novamente reformulado, e contou com a participação dos quatro melhores times da última edição do Campeonato Argentino.

## Resultados
| SUPERCOPA ARGENTINA DE VOLEIBOL MASCULINO | SUPERCOPA ARGENTINA DE VOLEIBOL MASCULINO | SUPERCOPA ARGENTINA DE VOLEIBOL MASCULINO | SUPERCOPA ARGENTINA DE VOLEIBOL MASCULINO | SUPERCOPA ARGENTINA DE VOLEIBOL MASCULINO | SUPERCOPA ARGENTINA DE VOLEIBOL MASCULINO |
| Edições                                   | Edições                                   | Final                                     | Final                                     | Final                                     |                                           |
| Edição                                    | Sede                                      | Campeão                                   | Resultado                                 | Vice-campeão                              |                                           |
| ----------------------------------------- | ----------------------------------------- | ----------------------------------------- | ----------------------------------------- | ----------------------------------------- | ----------------------------------------- |
| 2010 Detalhes                             | Concepción del Uruguay                    | UPCN Vóley Club                           | 3–0                                       | Boca Juniors                              |                                           |
| 2011 Detalhes                             | Mar del Plata                             | UPCN Vóley Club                           | 3–2                                       | Buenos Aires Unidos                       |                                           |
| 2012 Detalhes                             | Buenos Aires                              | Bolívar Voley                             | 3–2                                       | UPCN Vóley Club                           |                                           |
| 2013 Detalhes                             | San Juan                                  | UPCN Vóley Club                           | 3–0                                       | Bolívar Voley                             |                                           |
| 2014 Detalhes                             | Morón                                     | UPCN Vóley Club                           | 3–0                                       | Boca Juniors                              |                                           |
| 2015 Detalhes                             | 9 de Julio                                | Bolívar Voley                             | 3–2                                       | Ciudad Vóley                              |                                           |
| 2016 Detalhes                             | Morón                                     | UPCN Vóley Club                           | 3–2                                       | Lomas Vóley                               |                                           |
| 2017 Detalhes                             | San Carlos de Bolívar                     | UPCN Vóley Club                           | 3–0                                       | Lomas Vóley                               |                                           |
| 2018 Detalhes                             | San Jerónimo Norte                        | Libertad Burgi Vóley                      | 3–1                                       | UNTREF Vóley                              |                                           |
| 2019 Detalhes                             | San Salvador de Jujuy                     | Bolívar Voley                             | 3–1                                       | Obras San Juan                            |                                           |
| 2020                                      | Edição cancelada.                         | Edição cancelada.                         | Edição cancelada.                         | Edição cancelada.                         |                                           |
| 2021 Detalhes                             | San Juan                                  | Ciudad Vóley                              | 3–0                                       | UPCN Vóley Club                           |                                           |
| 2022 Detalhes                             | Mar del Plata                             | UPCN Vóley Club                           | 3–0                                       | Ciudad Vóley                              |                                           |
| 2023 Detalhes                             | Monteros                                  | Mutual Policial Formosa                   | 3–1                                       | UPCN Vóley Club                           |                                           |
| 2024 Detalhes                             | Buenos Aires                              | Ciudad Vóley                              | 3–0                                       | River Plate                               |                                           |

## Títulos por equipe
| Equipe                  | Títulos | Edições                                  |
| ----------------------- | ------- | ---------------------------------------- |
| UPCN Vóley Club         | 7       | 2010, 2011, 2013, 2014, 2016, 2017, 2022 |
| Bolívar Voley           | 3       | 2012, 2015, 2019                         |
| Ciudad Vóley            | 2       | 2021, 2024                               |
| Libertad Burgi Vóley    | 1       | 2018                                     |
| Mutual Policial Formosa | 1       | 2023                                     |